# Đường công danh của Nikodem Dyzma

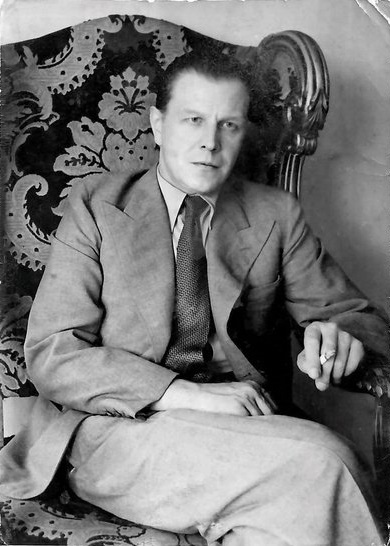
[http://en.wikipedia.org/wiki/Tadeusz_Dołęga-Mostowicz Tadeusz Dołęga-Mostowicz

Đường công danh của Nikodem Dyzma (tiếng Ba Lan: Kariera Nikodema Dyzmy) là một cuốn tiểu thuyết ra đời và bán chạy nhất năm 1932 của nhà văn Ba Lan Tadeusz Dołęga-Mostowicz.

## Nội dung
Nikodem Dyzma vốn dĩ chỉ là một anh thủ thư quèn, sống ở một thị trấn nhỏ miền Nam Ba Lan. Thế rồi một ngày nọ anh ta quyết định lên thủ đô Warsaw (vào giai đoạn trước Thế chiến II, thủ đô Ba Lan nằm ở một tỉnh miền Đông, được gọi là Kresy) thử vận may.
Khi đang lang thang ở một ga đường sắt Warsaw, Nikodem tình cờ nhặt được một thiếp mời tới dự tiệc ở tư gia một quan chức cấp cao, bụng đang đói mà tiền thì hết, anh ta đánh liều mò tới. Trong lúc khách khứa ra vào tấp nập, không ai để ý tới một gã ăn mặc bảnh bao đang khệ nệ bưng một đĩa salad to và chén lấy chén để. Thình lình có một người to béo đi qua, vô tình huých khuỷu tay làm cái đĩa thức ăn đầy ắp tuột khỏi tay gã Nikodem may mắn rơi tung tóe xuống sàn, giật mình ngoảnh lại với bộ mặt cáu bẳn, Nikodem chớp lời: "Đồ thổ tả !", gã kia hoảng hồn xin lỗi rối rít.
Chẳng ngờ câu buột miệng ấy đã thay đổi cả đời Nikodem Dyzma. Tên béo vốn là Đổng lý Văn phòng Thủ tướng, khét tiếng cửa quyền, hách dịch, bọn quan chức thấp cổ bé họng chẳng ai ưa. Bởi vậy bỗng đâu có kẻ nhiếc hắn, bọn họ vô cùng hởi lòng hởi dạ, vội xúm vào bắt chuyện làm quen với gã trai nọ. Cũng từ buổi tiệc ấy, Nikodem Dyzma đã nhanh chóng kết thân được với một điền chủ giàu nhất miền Đông. Đó là lão Kunicki.
Lầm tưởng Nikodem là một "nhân vật tiếng tăm" nào đó, sẵn muốn gia tăng mối lợi, Kunicki đã ra sức vời Nikodem về làm quản lý nông trang cho mình. Từ đây, con đường "nở mày nở mặt" đã rộng rãi sáng sủa trước mặt anh chàng Nikodem Dyzma mắn số, hết cô con gái yêu lại đến cô vợ trẻ của lão Kunicki - Nina - lần lượt phải lòng y. Dần dần, nhờ những mối thân quen xoay quanh nhà Kunicki và biết tận dụng mọi cơ hội vừa đến, Nikodem Dyzma - anh chàng bưu tá nghèo nhất thiên hạ đã ngoi lên tới vị trí đỉnh cao trong bộ máy quyền lực nước Cộng hòa Ba Lan và chỉ chút nữa thôi là chiếc ghế Thủ tướng đã thuộc về anh ta.

### Nhân vật
- Nikodem Dyzma
- Nina

## Đón nhận
- "Đường công danh của Nikodem Dyzma quả là hiển hách, đáng kinh ngạc, bởi đó gần như là sự hội tụ của biết bao ngẫu nhiên may mắn, bao số đỏ, đến mức người đời phải chóng mặt, ngỡ ngàng. Ở chương đầu tác phẩm, y chỉ là một anh công chức cấp thấp ở tỉnh lẻ bị mất việc, đang lang thang tìm việc làm, túi rỗng không và cái dạ dày lép kẹp. Ấy thế mà tới những trang sách cuối cùng, y đã trở thành một triệu phú cỡ bự, chủ nhân một cơ ngơi kinh tế khổng lồ, nhà chính sách hàng đầu của nước Ba Lan tư sản, lại được đích thân Tổng thống mời ra đảm nhiệm sứ mệnh thành lập nội các mới, để lèo lái con thuyền quốc gia qua cơn chao đảo !"[1].